# ベンゾジオキサン
ベンゾジオキサン(Benzodioxan)は、C8H8O2の化学式を持つ有機化合物のグループである。ベンゾジオキサンは、3つの異性体を持つ。ジオキサンの2つ目の酸素原子が2位、3位、4位のどこにあるかで、1,2-ジオキサン、1,3-ジオキサン、1,4-ジオキサンの3種類があり、それぞれ1,2-ベンゾジオキサン、1,3-ベンゾジオキサン、1,4-ベンゾジオキサンを与える。

## 誘導体
以下のような1,4-ベンゾジオキサンのいくつかの誘導体は、医薬品として用いられる。

ドモキシン
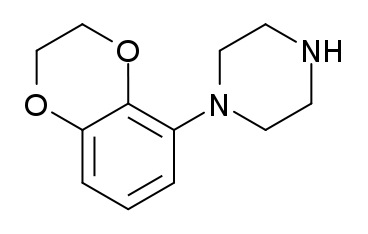
エルトプラジン
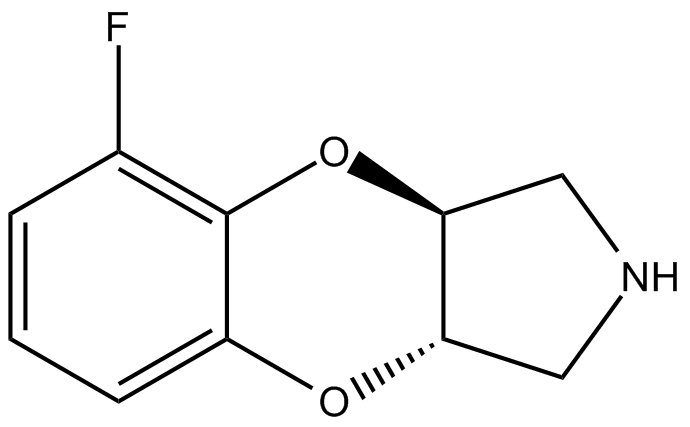
フルパロキサン
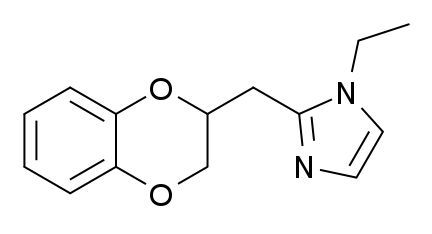
キミロキサン
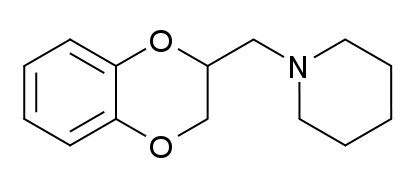
ピペロキサン
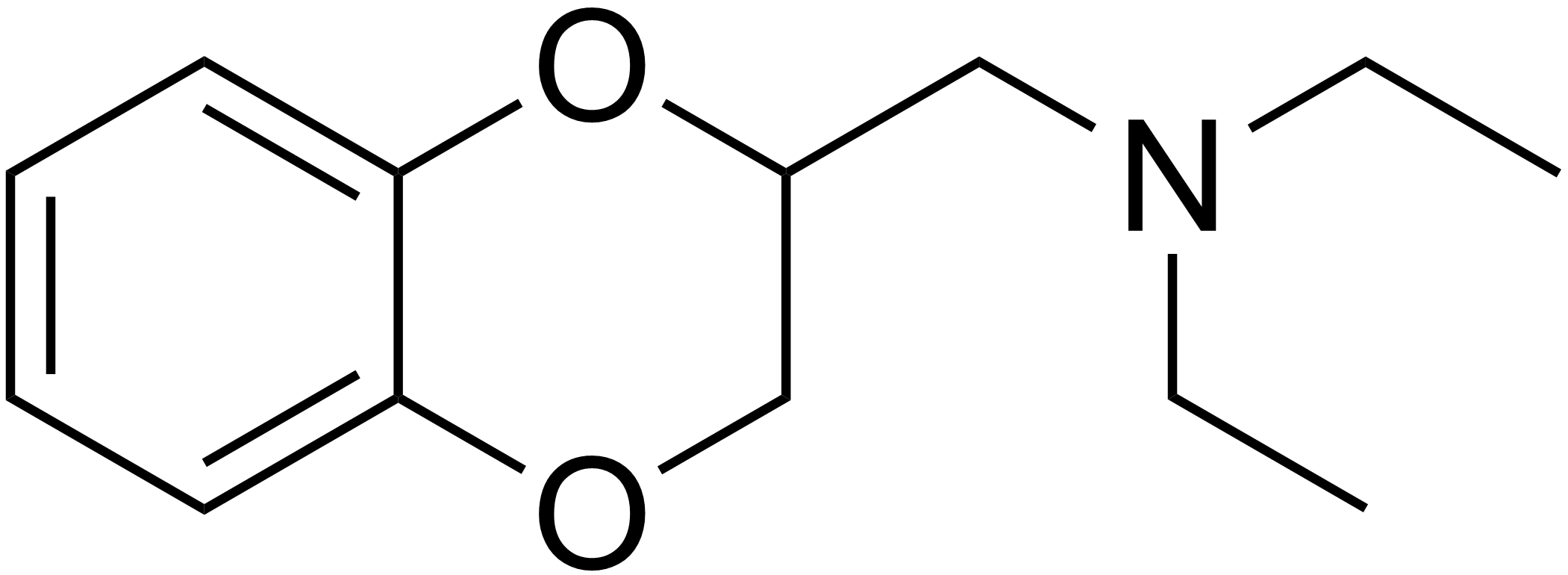
プロシンパル